# زنودوروس
زنودوروس ریاضیدان یونانی بود که در سدهٴ دوم قبل از میلاد برآمد. تاریخ زندگی او کاملاً نامحقق است. او پس از ۲۰۰ ق م و پیش از ۹۰ میلادی برآمد، ولی احتمالاً نه چندان پس از تاریخ اولی. او دربارهٴ سطوح متساوی‌المحیط نوشت و نیز نشان داد که از میان اجسامی که سطوح همهٴ آنها مساوی باشد، کره دارای حجم بیشتری است.